# IC 3111
IC 3111 ist eine Spiralgalaxie vom Hubble-Typ Sab im Sternbild Jungfrau auf der Ekliptik. Sie ist schätzungsweise 656 Millionen Lichtjahre von der Milchstraße entfernt und hat einen Durchmesser von etwa 95.000 Lj. Unter der Katalogbezeichnung VCC 259 wird sie als Mitglied des Virgo-Galaxienhaufens aufgeführt, ist dafür jedoch zu weit entfernt.

Im selben Himmelsareal befinden sich u. a. die Galaxien IC 776, IC 3131, IC 3132, IC 3134.
Das Objekt wurde am 25. Januar 1900 von Arnold Schwassmann entdeckt.